# Cost per action
Cost per action (CPA) is een vorm van internetmarketing. Anders dan traditionele affiliate marketing is CPA marketing gericht op het verkrijgen van acties in ruil voor commissies. De acties die kunnen worden uitgevoerd tegen betaling zijn van tevoren bepaald in een affiliate campagne door de adverteerder. 
Een voorbeeld van de acties die kunnen worden uitgevoerd tegen betaling zijn:
- Het versturen van bezoekers naar een pagina
- De bezoeker laten aanmelden voor een nieuwsbrief
- Een bezoeker een formulier invullen
- Bezoekers door meerdere pagina's heen sturen
- Creditcard-gegevens invoeren
- Een abonnement afsluiten

## Conversievormen
Binnen CPA marketing zijn er naast de verschillende acties die gedaan kunnen worden om commissie te ontvangen ook verschillende conversie-vormen. Deze worden onderscheiden in de diepte van de conversie. Als voorbeeld: "Dubbel-opt-in is een conversie-vorm waarbij de affiliate betaald krijgt als er meer dan twee acties zijn uitgevoerd." Naast deze vorm zijn er andere vormen die vaak gebruikt worden binnen CPA marketing: 
- CC submit (een creditcardaanmelding)
- SOI (enkele aanmelding)
- DOI (dubbele aanmelding)
- Click2call (klikken om te bellen)
- Click2SMS (klikken om te sms'en)

Bij iedere conversie krijg de affiliate betaald als de uitgevoerde actie behaald is volgens de conversie-vorm die de adverteerder heeft opgesteld. 

## Verschil tussen CPA marketing en affiliate marketing
Het verschil tussen deze twee vormen van marketing is dat een normale affiliate campagne gericht is op het verkopen van producten. De producten worden hier aangeleverd door de adverteerder. Als affiliate worden de producten van de adverteerder gepromoot door verkeer te sturen naar de affiliate links. 
Bij CPA marketing is het van belang dat je de gevraagde actie behaalt. Dit hoeft niet per definitie te betekenen dat er een verkoop voor het bedrijf moet worden gegenereerd. De affiliate krijgt hier namelijk betaald volgens de betalingsvormen van CPA marketing. 
De twee vormen van affiliate marketing zijn in essentie gelijk aan elkaar, omdat beide vormen gebruik maken van een adverteerder, affiliate netwerk en affiliate links.
Het duidelijke verschil tussen de twee vormen is de manier van het verkrijgen van conversies die tellen voor de uitbetaling van de commissie.